# Симонов, Иван Филиппович
Иван Филиппович Симонов (31 января 1927 — 6 мая 2000) — передовик советского сельского хозяйства, тракторист-машинист совхоза «Калмакский» Армизонского района Тюменской области, Герой Социалистического Труда (1973).

## Биография
Родился в 1927 году в селе Калмакском, ныне Армизонского района Тюменской области в русской семье крестьянина. С юных лет увлекался техникой и после завершения обучения в школе механизаторов поступил работать в Орловскую машинно-тракторную станцию. Супруга — Татьяна Кузьмовна была первой женщиной трактористкой в селе Калмакском. Супруги Симоновы постоянно были в передовиках производства.
В 1960 году, после реорганизации станции, продолжил работать в Орловском зерновом совхозе. С декабря 1965 года стал трудиться в новом совхозе «Калмакском». По итогам работы в 8-й пятилетки был награждён орденом Октябрьской Революции. В последующие годы 9-й пятилетки продолжал ударно трудиться, показывая высокие результаты в труде.
За большие успехи, достигнутые во Всесоюзном социалистическом соревновании, и проявленную трудовую доблесть в выполнении принятых обязательств по увеличению производства и продажи государству зерна и других продуктов земледелия в 1973 году, Указом Президиума Верховного Совета СССР от 11 декабря 1973 года Ивану Филипповичу Симонову было присвоено звание Героя Социалистического Труда с вручением ордена Ленина и золотой медали «Серп и Молот».
С 1987 года являлся персональным пенсионером Всесоюзного значения.
Проживал в селе Калмакском. Умер 6 мая 2000 года.

## Награды
За трудовые успехи удостоен:
- золотая звезда «Серп и Молот» (11.12.1973),
- орден Ленина (11.12.1973),
- Орден Октябрьской Революции (08.04.1971),
- другие медали.